# Vîșneakivka, raionul Kirovohrad, regiunea Kirovohrad
Vîșneakivka (în ucraineană Вишняківка) este o comună în raionul Kirovohrad, regiunea Kirovohrad, Ucraina, formată numai din satul de reședință.

## Demografie
Componența lingvistică a comunei Vîșneakivka
     Ucraineană (89,14%)
     Rusă (4,43%)
     Română (3,33%)
     Alte limbi (0,67%)
Conform recensământului din 2001, majoritatea populației comunei Vîșneakivka era vorbitoare de ucraineană (89,14%), existând în minoritate și vorbitori de rusă (4,43%), română (3,33%) și armeană (2,44%).